# Asphaltoglaux
Asphaltoglaux es un género extinto de búhos que vivieron en lo que ahora es California, en Estados Unidos durante finales de la época del Pleistoceno. La especie tipo es Asphaltoglaux cecileae. Eran similares a Aegolius.